# Угненко, Владимир Петрович
Владимир Петрович Угненко (1 мая 1931, Запорожская область — 24 декабря 1992) — слесарь строительного управления № 204 треста «Запорожметаллургмонтаж», город Запорожье.

## Биография
Родился 1 мая 1931 года в городе Каменка-Днепровская Запорожской области. Украинец. Член КПСС с 1961 года.
После Великой Отечественной войны, оставшись сиротой, трудился на различных работах, затем учился в ремесленном училище № 8 города Запорожье. С августа 1948 года — слесарь строительного управления № 204 треста «Запорожметаллургмонтаж».
Указом Президиума Верховного Совета СССР от 26 июля 1966 года за выдающиеся успехи, достигнутые при выполнении семилетнего плана в капитальном строительстве Угненко Владимир Петрович удостоен звания Героя Социалистического Труда с вручением ордена Ленина и медали «Серп и молот».
В 1972 году В. П. Угненко окончил вечернее отделение Запорожского строительного техникума по специальности «Строительные машины и оборудование».
В 1975—1977 годах он работал мастером на строительстве Хелуанского металлургического комбината в Египте. С 1978 года — бригадир слесарей-монтажников в пусконаладочном управлении треста «Запорожметаллургмонтаж».
Неоднократно избирался депутатом городского и районного Советов народных депутатов. Делегат съезда Коммунистической партии Украины в 1985 году. С 1986 года — на пенсии.
Награждён орденом Ленина.
Умер 24 декабря 1992 года. Похоронен в Запорожье на Капустянском кладбище.